# Vítězslav Vavroušek
Vítězslav Vavroušek (* 4. února 1956 Šternberk) je český politik, lékař a vysokoškolský pedagog, bývalý senátor za obvod č. 66 – Olomouc, zastupitel Šternberku a člen ODS.

## Vzdělání, profese a rodina
Po maturitě na gymnáziu Šternberk v letech 1976–1981 absolvoval Lékařskou fakultu Univerzity Palackého v Olomouci. V letech 1981–1982 byl zaměstnán jako lékař na anesteziologické oddělení v Krajské nemocnici v Ostravě. V letech 1983–1992 pracoval jako lékař na anestezilogicko-resuscitačním oddělení v nemocnici Šternberk, kterou z postu ředitele řídil v letech 1992–2007. V letech 2004–2006 absolvoval PIBS při VŠE, kde získal titul MBA. Po odchodu ze Senátu vyučuje na Ústavu zdravotnických studií Univerzity Jana Evangelisty Purkyně v Ústí nad Labem, kde vykonával funkci ředitele. S manželkou Jitkou vychoval dcery Markétu a Terezu.

## Politická kariéra
V roce 1993 vstoupil do ODS. Od roku 1994 do roku 2010 zasedal v zastupitelstvu města Šternberk, kde v letech 1994–1998 zastával post radního.
V letech 2000–2004 působil jako zastupitel Olomouckého kraje.
Ve volbách 1996 kandidoval do Senátu a přestože v prvním kole porazil Karla Korytáře v poměru 32,55 % ku 23,49 % hlasů, tak druhé kolo vyhrál sociální demokrat se ziskem 52,45 % hlasů. Ve volbách 2002 se stal členem horní komory českého parlamentu, když se opět setkal se svým protivníkem Karlem Korytářem, kterého tentokráte předčil v obou kolech a byl zvolen senátorem. V Senátu se angažoval ve Výboru pro zdravotnictví a sociální politiku, kde v letech 2004–2008 zastával funkci místopředsedy. Ve volbách 2008 svůj mandát obhajoval, ovšem ze třetího souboje s Korytářem vyšel občanský demokrat poražen, když ve druhém kole získal pouhých 31,71 % hlasů.
V roce 2009 kandidoval do Evropského parlamentu na 19. místě kandidátky.
V prosinci 2010 se stal náměstkem pro zdravotní péči ministra zdravotnictví Hegera a v roce 2012 se ucházel o místo ředitele Fakultní nemocnice Olomouc, kterým se ale nestal.